# Antillotrecha fraterna
Espèce
Antillotrecha fraterna est une espèce de solifuges de la famille des Ammotrechidae.

## Distribution
Cette espèce est endémique de République dominicaine. Elle se rencontre vers l'île Cabritos.

## Publication originale
- Armas, 1994 : Descripción de un género y una especie nuevos de Ammotrechidae (Arachnida: Solpugida) de República Dominicana. Avicennia, vol. 1, p. 1-5.